# Rovell de l'Ou
El Rovell de l'Ou era una taverna de Barcelona que estava en funcionament als anys finals del segle xix i primers del segle xx. Era al Carrer de l'Hospital, gairebé cantonada amb la Rambla. Donà nom a un grup d'artistes que s'hi reunia. Els artistes plàstics eren alumnes de l'Acadèmia Borrell: Marià Pidelaserra, Pere Ysern i Alié, Gaietà Cornet, Emili Fontbona, Josep-Víctor Solà i Andreu, Xavier Nogués, Ramon i Juli Borrell, Ramon Riera Moliné, Filibert Montagud i Joan Comellas. Entre els escriptors hi havia Josep Lleonart, Cristòfol de Domènech i Rafael Nogueras Oller.
Els artistes del grup tiraren endavant la revista manuscrita Il Tiberio (1896-98), avui conservada a la Biblioteca de Catalunya.
El local va ser després un bar anomenat La Flor i posteriorment, ja al segle xxi, un pub anglès.

## Font
- Francesc Fontbona, La crisi del Modernisme artístic, Curial, Barcelona 1975.